# Оксамитниця аретуса
Оксамитниця аретуса (Arethusana arethusa) — вид денних метеликів родини Сонцевики (Nymphalidae).

## Поширення
Вид трапляється в Європі, Марокко, на Кавказі, у Сибіру, у горах Тянь-Шань. В Україні спостерігався у Полтавській та Черкаській областях.

## Опис
Довжина переднього крила 19-25 мм, розмах крил 44-52 мм. Переднє крило зверху коричнево-бурого забарвлення, з жовтувато-охристою постдискальною перев'яззю. Біля верхнього краю перев'язі є чорнувата пляма. Аналогічна пляма (зрідка дві) меншого розміру є біля заднього краю крила. Заднє крило також забарвлене в коричневий колір. Охриста перев'язь ледь проглядається і біля заднього краю є маленька чорна пляма. На нижній стороні передніх крил є велике жовтувато-охристе поле, оточене ділянками строкатого візерунка. Велика пляма відповідає плямі на верхній стороні. Малюнок заднього крила криптичний, з чіткою білуватою постдискальною перев'яззю.

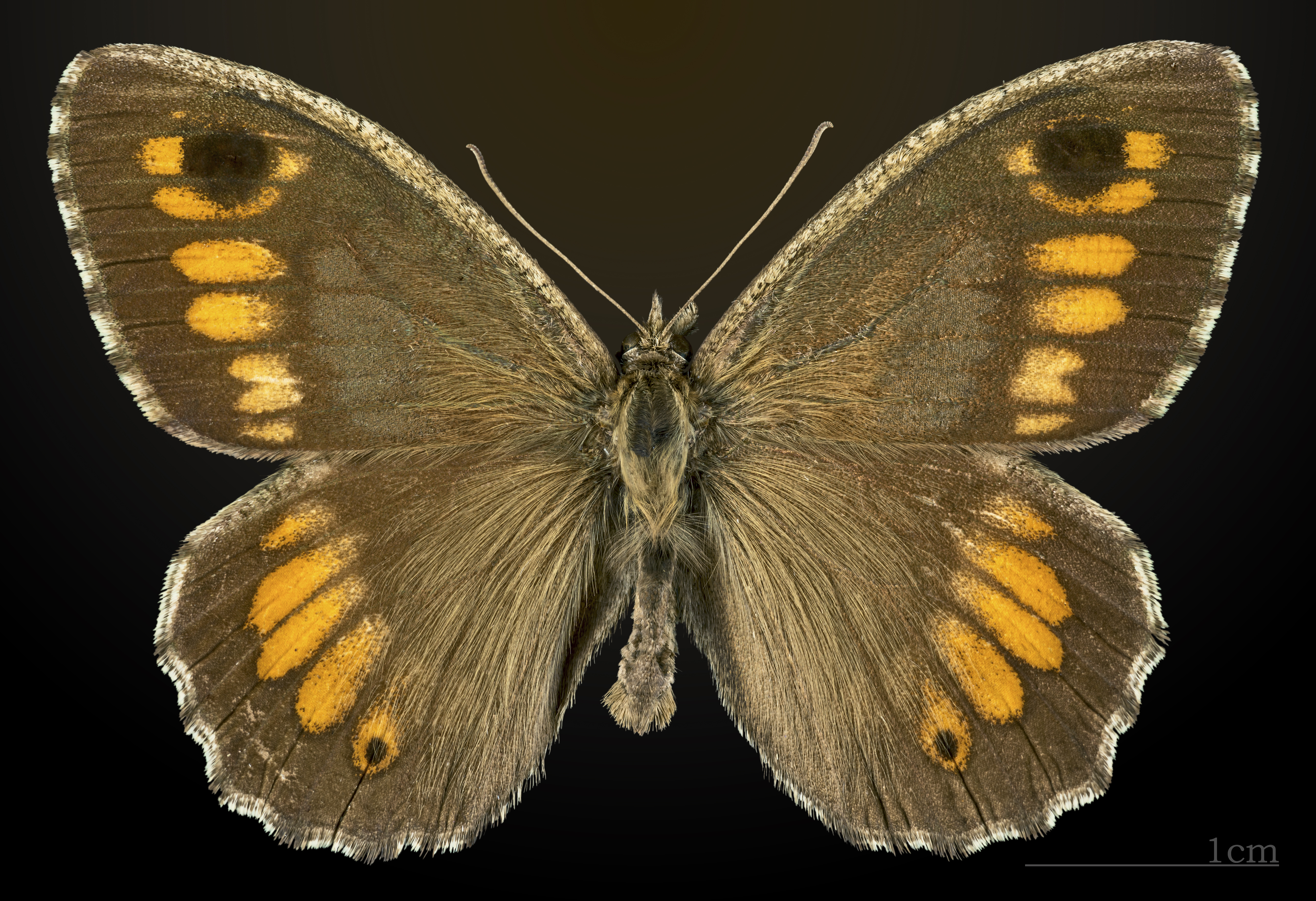
Дорсальна сторона
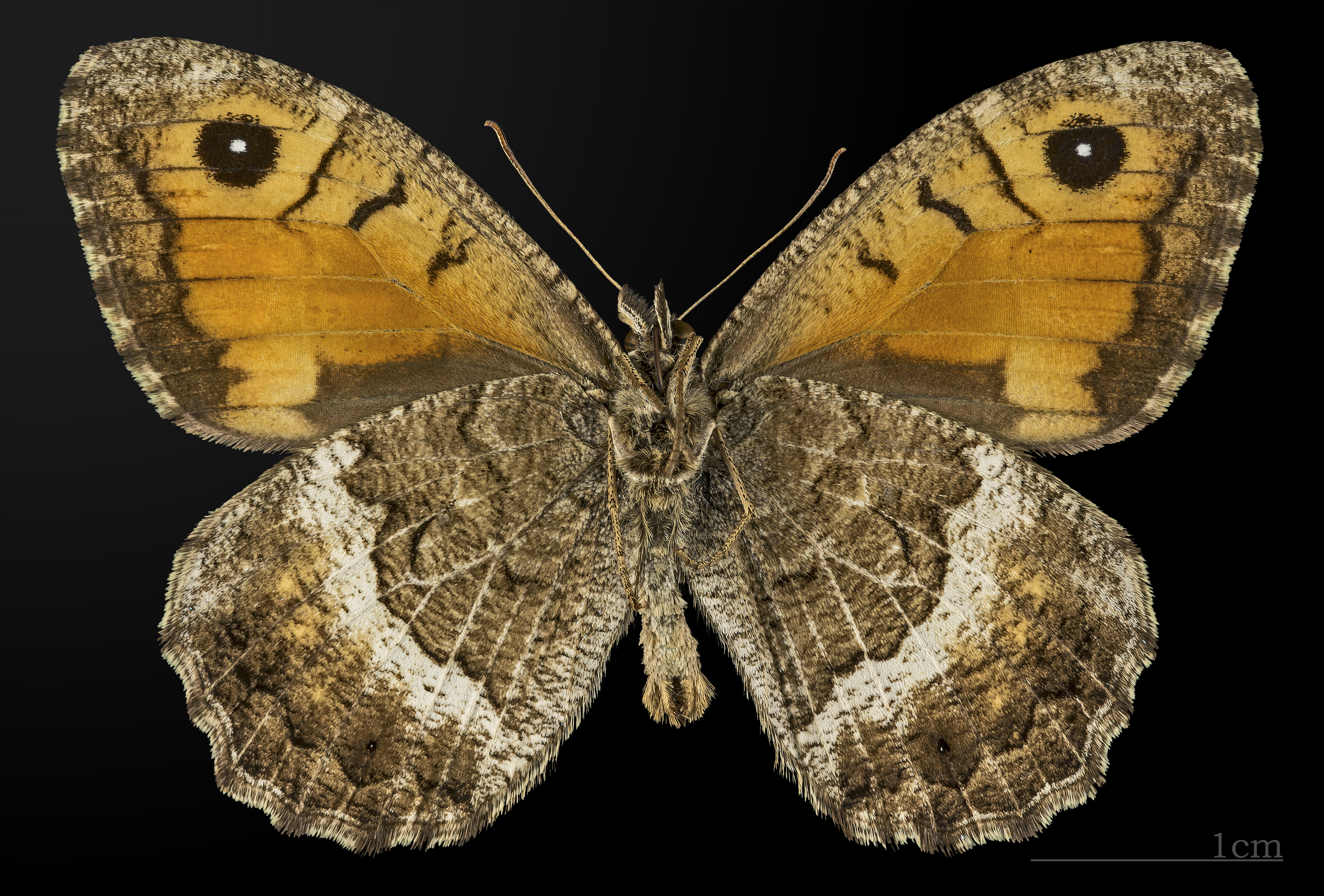
Вентральна сторона

## Спосіб життя
Степовий вид. Метелики спостерігаються у липні-вересні. Самиця відкладає яйця в куртини злаків. Гусениці вилуплюються через 20 днів. Активно харчуватися і рости вони починають лише після зимівлі. Кормовими рослина є злакові: стоколос, грястиця, костриця, тонконіг. Оляльковування відбувається в земляний колисці.